# Iod
Iod (hay iốt theo phiên âm tiếng Việt) (có gốc từ tiếng Hy Lạp Iodes, nghĩa là "tím"; tên gọi chính thức theo Hiệp hội Quốc tế về Hóa Lý thuyết và Ứng dụng là Iodine) là một nguyên tố hoá học. Trong bảng tuần hoàn nó có ký hiệu I, số nguyên tử 53 và nguyên tử khối là 126,9.
Đây là một trong các nguyên tố vi lượng cần cho sự sống của nhiều sinh vật. Về mặt hoá học, iod ít hoạt động nhất và có độ âm điện thấp nhất trong các halogen. Mặc dù Astatin được cho là còn ít hoạt động hơn với độ âm điện thấp hơn, nguyên tố đó quá hiếm để khẳng định giả thuyết này. Iod được dùng nhiều trong y khoa, nhiếp ảnh, thuốc nhuộm.
Giống như các halogen khác (thuộc nhóm nguyên tố VIIA trong bảng tuần hoàn), iod thường có mặt ở dạng phân tử hai nguyên tử, I2.

## Tính chất

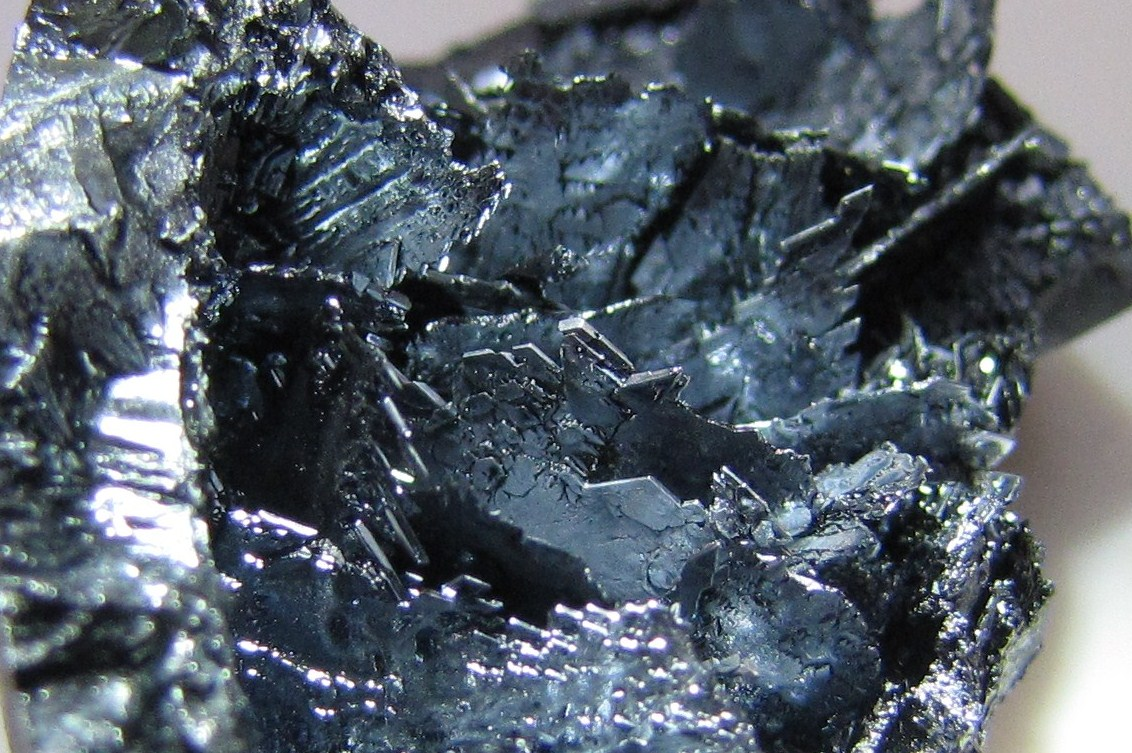
Tinh thể Iod

Iod là chất rắn có màu tím thẫm/xám có thể thăng hoa tại nhiệt độ thường tạo ra chất khí màu tím hồng có mùi khó chịu. Chất halogen này có thể tạo thành hợp chất với nhiều nguyên tố hóa học khác, nhưng nó ít hoạt động hơn so với các nguyên tố khác trong nhóm nguyên tố VIIA và nó có thêm một số tính chất hơi giống kim loại. Iod có thể hòa tan trong chloroform, Carbon tetrachloride (CCl4), hay carbon disulfide(CS2) để tạo thành dung dịch màu tím. Nó tan nhẹ trong nước tạo ra dung dịch màu vàng. Màu xanh lam của một chất gây ra khi tương tác với tinh bột chỉ là đặc điểm của nguyên tố tự do.
Iod có thể oxy hoá được với H2 ở nhiệt độ khoảng 300 độ C và có mặt chất xúc tác là Platin tạo ra khí hydro iodide theo một phản ứng thuận nghịch:
H2 + I2 <-> 2HI
Iod oxy hóa được nhiều kim loại nhưng phản ứng chỉ xảy ra khi đun nóng hoặc có chất xúc tác.

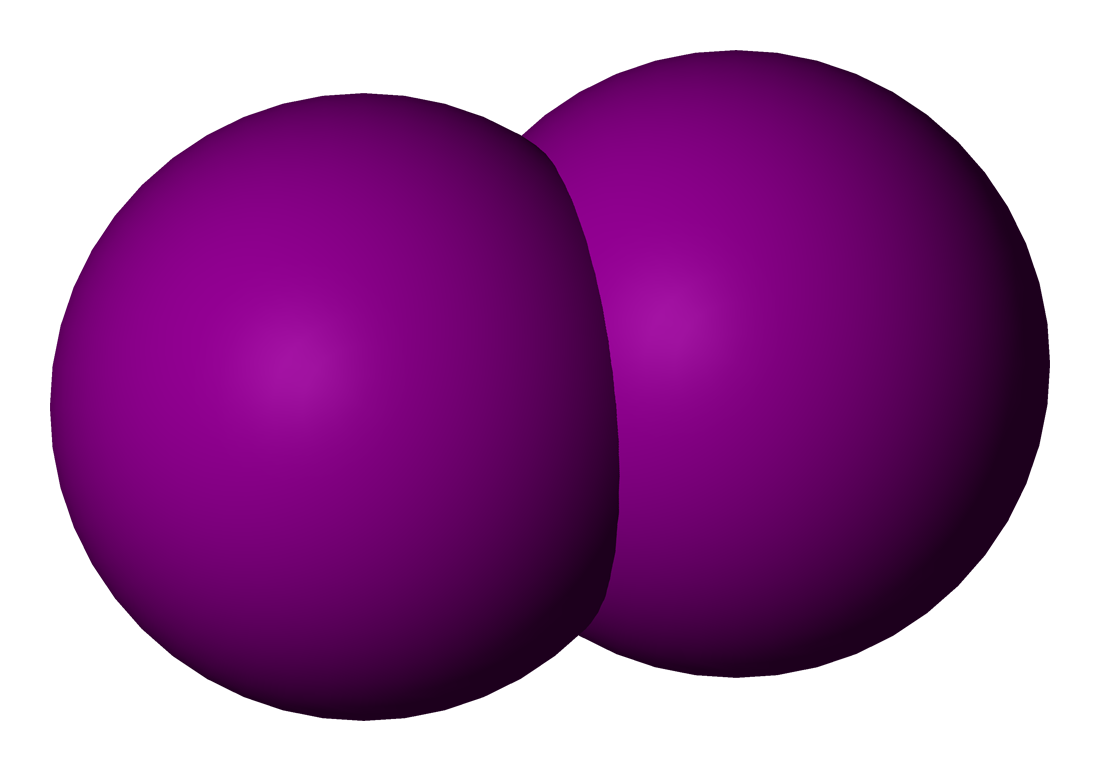
Phân tử Iod

2Al + 3I2 -> 2AlI3

## Ứng dụng
Iod là nguyên tố vi lượng cần thiết cho dinh dưỡng của loài người. Tại những vùng đất xa biển hoặc thiếu thức ăn có nguồn gốc từ đại dương; tình trạng thiếu iod có thể xảy ra và gây nên những tác hại cho sức khỏe, như sinh bệnh bướu cổ hay thiểu năng trí tuệ. Đây là tình trạng xảy ra tại nhiều nơi trên thế giới, trong đó có Việt Nam. Việc dùng muối iod như muối ăn hằng ngày (có chứa nhiều hợp chất iod có thể hấp thụ được) có thể giúp chống lại tình trạng này.
Các ứng dụng khác của iod là:
- Là một trong các halogen, nó là vi lượng tố không thể thiếu để hình thành hormone tuyến giáp, thyroxyne và triiodothyronine, trong cơ thể sinh vật.
- Thuốc bôi iod (5% iod trong nước/ethanol) dùng trong tủ thuốc gia đình, để khử trùng vết thương, khử trùng bề mặt chứa nước uống
- Hợp chất iod thường hữu ích trong hóa hữu cơ và y khoa.
- Muối iodide bạc (AgI) dùng trong nhiếp ảnh.
- Muối iodide kali (KI) có thể dùng để điều trị bệnh nhân bị ảnh hưởng của thảm họa hạt nhân để rửa trôi đồng vị phóng xạ I-131, kết quả của phản ứng phân hạch hạt nhân. Chu kỳ bán rã của I-131 chỉ là 8 ngày, do đó thời gian điều trị chỉ kéo dài vài tuần, trong thời gian để bán rã hết cần phải có sự hướng dẫn cụ thể của bác sĩ để tránh ảnh hưởng đến sức khỏe. Trong trường hợp nguy cơ phóng xạ không có phản ứng phân hạch hạt nhân, như bom bẩn, không cần dùng phương pháp này. KI cũng có thể rửa Cs-137, một sản phẩm khác của phản ứng phân hạch hạt nhân, vì Cs có quan hệ hóa học với K, nhưng natri iodide cũng có tác dụng như vậy. NaI hay có trong muối ăn ít natri. Tuy nhiên Cs-137 có chu kỳ bán rã kéo dài tới 30 năm, đòi hỏi thời gian điều trị quá dài.
- Wonfram iodide được dùng để làm ổn định dây tóc của bóng đèn dây tóc.
- Nitơ triiodide là chất gây nổ không bền.
- Iod-123 dùng trong y khoa để tạo ảnh và xét nghiệm hoạt động của tuyến giáp.
- Iốt-131 dùng trong y khoa để trị ung thư tuyến giáp và bệnh Grave và cũng dùng trong chụp ảnh tuyến giáp.
- Nguyên tố iod (không nằm trong hợp chất với các nguyên tố khác) tương đối độc đối với mọi sinh vật.

## Lịch sử
Iod (gốc tiếng Hy Lạp iodes nghĩa là tím) được khám phá bởi Barnard Courtois năm 1811. Ông là con trai của một người sản xuất kali nitrat (dùng trong thuốc súng). Vào thời điểm Pháp đang có chiến tranh, thuốc súng được tiêu thụ mạnh. Nitrat kali được tách từ rong biển lấy tại bờ biển Normandy và Brittany. Để tách kali nitrat, rong biển được đem đốt và tro đem rửa vào nước. Những chất không phải là kali nitrat bị phá hủy bởi việc thêm axít sunfuríc. Vào một ngày Courtois thêm quá nhiều axít sunfuríc khiến một chất khí màu tím bay ra. Courtois nhận thấy hơi này kết tinh trên các bề mặt lạnh tạo ra các tinh thể màu sẫm. Courtois nghi ngờ rằng đây là một nguyên tố hóa học mới nhưng thiếu kinh phí để theo đuổi các quan sát chi tiết hơn.
Tuy vậy ông đã đưa các mẫu tinh thể này cho các bạn, Charles Bernard Desormes (1777–1862) và Nicolas Clément (1779–1841) để họ tiếp tục nghiên cứu. Ông cũng đem mẫu vật cho Joseph Louis Gay-Lussac (1778–1850), một nhà hóa học nổi tiếng lúc đó, và André-Marie Ampère (1775–1836). Ngày 29 tháng 11 năm 1813 Dersormes và Clément thông báo cho đại chúng về phát hiện của Courtois. Họ miêu tả mẫu vật tại một cuộc họp của Viện Hoàng đế Pháp. Ngày 6 tháng 12 Gay-Lussac thông báo rằng mẫu vật đó có thể là một nguyên tố hóa học mới hoặc một hợp chất oxy. Ampère đưa một số mẫu vật cho Humphry Davy (1778–1829). Davy đã tiến hành một số thí nghiệm trên mẫu vật và nhận thấy sự tương tự của nó với clo. Davy gửi một bức thư ngày 10 tháng 12 tới Hội Hoàng gia Luân Đôn nói rằng ông đã tìm thấy nguyên tố mới. Một cuộc cãi cọ lớn giữa Davy và Gay-Lussac về việc ai đã tìm ra iod trước tiên đã nổ ra, nhưng cả hai đều đồng ý rằng Barnard Courtois là người đầu tiên đã tách nguyên tố hóa học mới này.

## Độ phổ biến và điều chế
Hợp chất iod thường gặp trong muối với natri và kali (KI) hay trong Kali iodat.
Iod có thể thu được ở dạng rất tinh khiết bằng phản ứng giữa kali iodide với đồng(II) sulfat. Cũng có vài cách khác để tách nguyên tố hóa học này. Mặc dù nguyên tố này khá hiếm, tảo bẹ và một số loài cây khác có khả năng hấp thụ và tập trung iod trong cơ thể chúng, dẫn đến việc mang iod vào dây chuyền thức ăn tự nhiên và giúp việc điều chế iod có giá thành thấp.
Cho tác dụng dung dịch với chất oxy hoá để oxy hoá I- thành I2.
Thí dụ phương trình:
2NaI + Cl2 -> 2NaCl + I2

## Đồng vị
Có 37 đồng vị của iod, trong đó chỉ có duy nhất 127I là bền. Đồng vị phóng xạ 131I (phát ra hạt beta), còn được biết đến với tên gọi iod phóng xạ có chu kỳ bán rã là 8,0207 ngày, đã được dùng trong điều trị ung thư và các bệnh khác liên quan đến tuyến giáp.123I là đồng vị phóng xạ thường dùng trong chụp ảnh tuyến giáp và đánh giá điều trị cho bệnh Grave.
129I (chu kỳ bán rã 15,7 triệu năm) là kết quả của bắn phá hạt nhân 129Xe bởi tia vũ trụ khi đi vào khí quyển Trái Đất và các phản ứng phân hạch của urani và plutoni, trong đất đá trên bề mặt Trái Đất và các lò phản ứng hạt nhân. Các quá trình xử lý nhiên liệu hạt nhân hoặc thử nghiệm vũ khí hạt nhân đã tạo ra lượng đồng vị lớn lấn át các đồng vị tạo ra bởi quá trình tự nhiên.129I được dùng trong nghiên cứu nước mưa sau thảm họa Chernobyl. Nó cũng có thể đã được dùng trong nghiên cứu mạch nước ngầm để tìm dấu vết rò rỉ chất thải hạt nhân ra môi trường tự nhiên. Nếu 129I được cho tiếp xúc với người, tuyến giáp sẽ hấp thụ nó như thể nó là iod không phóng xạ thông thường, dẫn đến nguy cơ ung thư tuyến giáp cao. Đối với những người sống gần nơi có phản ứng phân hạch, hay những nơi tương tự, có nguy cơ tiếp xúc với iod phóng xạ khi tai nạn xảy ra, người ta thỉnh thoảng được cho uống viên iod. Việc hấp thụ một lượng lớn iod sẽ làm bão hòa tuyến giáp và ngăn việc thu nhận thêm iod.
129I có nhiều điểm giống với 36Cl. Nó là halogen hòa tan được, ít hoạt động hóa học, tồn tại chủ yếu ở dạng anion không hấp thụ, và được sinh ra bởi các tia vũ trụ, nhiệt hạt nhân, và các phản ứng phân hạch khác. Trong lĩnh vực nghiên cứu về nước, mật độ 129I được đo theo tỷ lệ 129I trên tổng I (hầu hết là 127I). Tương tự 36Cl/Cl, tỷ lệ 129I/I trong tự nhiên là rất nhỏ, 10−14 đến 10−10 (cực đạt nhiệt hạt nhân của 129I/I trong thập niên 1960 và 1970 là 10−7).129I khác 36Cl ở chỗ chu kỳ bán rã dài hơn (15,7 so với 0,301 triệu năm), xuất hiện trong các sinh vật ở nhiều dạng ion với nhiều ứng xử hóa học khác nhau.129I dễ dàng du nhập vào sinh quyển, nằm trong cây cỏ, đất, sữa, mô sinh học...
Lượng lớn 129Xe trong thiên thạch được cho là kết quả của phân rã beta của hạt nhân 129I. Đây là hạt nhân phóng xạ tuyệt chủng đầu tiên được nhận dạng trong hệ Mặt Trời. Nó phân rã theo sơ đồ Định tuổi bằng đồng vị phóng xạ I-Xe cơ bản, bao trùm 50 triệu năm của sự tiến hóa của hệ Mặt Trời.

## Cảnh báo
Iod khi tiếp xúc trực tiếp với da có thể gây thương tổn, do đó cần phải cẩn thận khi thao tác với nguyên tố hóa học này. Hơi iod có thể gây khó chịu cho mắt và các màng nhầy. Đối với các tiếp xúc kéo dài khoảng 8 tiếng đồng hồ, mật độ iod trong không khí không được vượt quá 1 miligam/mét khối, lấy trung bình theo thời gian.

## Dinh dưỡng
Cục quản lý Thực phẩm và Dược phẩm Hoa Kỳ khuyến cáo (21 CFR 101.9 (c)(8)(iv)) cả nam và nữ nên tiêu thụ khoảng 150 microgam iod mỗi ngày.

## Một số hợp chất
- Amoni iodide (NH4I)
- Caesi iodide (CsI)
- Đồng(I) iodide (CuI)
- Acid hydroiodic (HI)
- Acid iodic (HIO3)
- Iod cyanide (ICN)
- Iod heptafluoride (IF7)
- Iod pentafluoride (IF5)
- Chì(II) iodide (PbI2)
- Lithi iodide (LiI)
- Nitơ triiodide (NI3)
- Kali iodide (KI)
- Natri iodide (NaI)